# سید علی‌اکبر ابوترابی‌فرد
سید علی‌اکبر ابوترابی فرد (۶ شهریور ۱۳۱۸ – ۱۲ خرداد ۱۳۷۹) روحانی و سیاستمدار ایرانی بود، که نمایندگی تهران، ری و شمیرانات در ادوار چهارم و پنجم مجلس شورای اسلامی و نمایندگی ولی فقیه در امور آزادگان را برعهده داشت. 
وی از اعضای مؤسس جمعیت ایثارگران انقلاب اسلامی به‌شمار می‌آمد.

## زندگی
سید علی اکبر ابوترابی‌فرد، ۶ شهریور ۱۳۱۸ در قم و در خانواده‌ای روحانی و قزوینی‌تبار زاده شد. پدر وی سید عباس ابوترابی‌فرد نام داشت. وی از خاندان سادات سکاکی بود. ابوترابی دوران ابتدایی را در مدارس دولتی قم سپری کرد. وی سپس وارد مدرسه دین و دانش شد. ابوترابی به دلیل علاقه وافر به ورزش، مشتاق ورود به دبیرستان نیروی هوایی بود، سپس با وجود مخالفت اعضای خانواده‌اش، ابتدا دانشکده خلبانی نیروی هوایی را برای ادامه تحصیل انتخاب کرد.

## ورود به حوزه علمیه مشهد
ابوترابی در جریان مشاهده رفتارهای غیر اسلامی از ادامه تحصیل منصرف شد. وی در سال ۱۳۳۹ با وجود اصرارهای دایی‌اش مبنی بر عزیمت به آلمان و ادامه تحصیل در آن کشور، عازم حوزه علمیه مشهد شد. وی و برادرش سید محمدحسن ابوترابی‌فرد در نجف به تحصیل حوزوی پرداختند.

### استادان
- شیخ مجتبی قزوینی
- ادیب نیشابوری
- علی اشتهاردی
- علی مشکینی
- حسین وحید خراسانی
- علی غروی تبریزی
- سید روح‌الله خمینی
- میرزا رحیم سامت

## جنگ ایران و عراق و اسارت
با شروع جنگ ایران و عراق ابوترابی همراه با عده ای از سمنان عازم جبهه شد. او در خلال جنگ در کنار مصطفی چمران حضور داشت و فرماندهی بخشی از نیروهای اعزامی را عهده دار بود که در ۲۶ آذر ۱۳۵۹ در اطراف اهواز به اسارت نیروهای عراقی درآمد.
وی نقش عمده‌ای در اردوگاه‌های اسرای ایرانی در عراق داشت. همچنین او نمایندهٔ اسرای ایرانی در اردوگاه‌های عراق بود. در کتاب من زنده‌ام بخشی از خدمت‌های او بیان شده‌است. ابوترابی سرانجام در شهریور ۱۳۶۹ و پس از ۱۰ سال اسارت،از زندان های عراق آزاد شد و به ایران بازگشت.

## فعالیت سیاسی
او یکی از مؤسسین جمعیت ایثارگران انقلاب اسلامی بود و در دوره های چهارم و پنجم به عنوان نماینده تهران در مجلس حضور داشت.

## درگذشت
سید علی‌اکبر ابوترابی در دوازدهم خرداد ۱۳۷۹ در مسیر زیارت حرم علی بن موسی الرضا به همراه پدرش؛ سیدعباس ابوترابی‌فرد، بر اثر سانحه رانندگی با اتومبیل پیکان شخصی که خود او رانندگی می‌کرد، در ۶۰ سالگی درگذشت.
پیکر ابوترابی و پدرش در صحن آزادی حرم امام رضا به خاک سپرده شد.